# Wiedereinsetzung in den vorigen Stand
Wiedereinsetzung in den vorigen Stand, rechtslateinisch restitutio in integrum, ist ein Begriff aus dem Verfahrensrecht.
Von Wiedereinsetzung in den vorigen Stand (Schweiz: „Wiederherstellung“) wird gesprochen, wenn ein Verfahrensbeteiligter bestimmte Fristen unverschuldet oder nur mit geringem Verschulden versäumt hat, jedoch (in der Regel auf seinen Antrag) so gestellt wird, als hätte er die Frist nicht versäumt: Er muss aber die betreffende Verfahrenshandlung in der Wiedereinsetzungsfrist nachholen. Die Wiedereinsetzungsurkunde oder Wiederherstellungsurkunde wird neulateinisch als Nonobstanz bezeichnet.

## Deutschland
In Deutschland gibt es die Wiedereinsetzung sowohl im Gerichtsverfahren als auch im Verwaltungsverfahren.

### Wirkung und Bedeutung
Die Wiedereinsetzung führt nicht dazu, dass sich eine gesetzliche Frist verlängert. Sie bewirkt vielmehr, dass eine versäumte und verspätet nachgeholte Prozesshandlung als rechtzeitig bewirkt gilt. Bei den Folgen der Wiedereinsetzung handelt es sich also um eine Fiktion. Soweit eine Rechtsmittelfrist versäumt wurde, beseitigt die Wiedereinsetzung die Rechtskraft der angegriffenen Entscheidung.
Die Entscheidung des Gesetzgebers, Wiedereinsetzungen grundsätzlich zuzulassen, beruht auf einer Abwägung der Rechtssicherheit gegen die materielle Gerechtigkeit. Im Ergebnis soll sie zur Verwirklichung der Einzelfallgerechtigkeit beitragen.

### Zivilprozess
Im Zivilprozess kommt die Wiedereinsetzung in Betracht, wenn eine Partei eine Notfrist oder eine Frist zur Begründung eines Rechtsmittels versäumt hat. Regelmäßig ist ein Antrag erforderlich, der fristgebunden ist. Eine Wiedereinsetzung ohne Antrag kommt nur ausnahmsweise in Betracht, nämlich dann, wenn die versäumte Prozesshandlung innerhalb der Antragsfrist nachgeholt wurde (§ 236 Abs. 2 Satz 2 ZPO).

### Straf- und Ordnungswidrigkeitenprozess
Auch im Strafprozessrecht, sowie im Ordnungswidrigkeitenrecht, für das die Strafprozessordnung (StPO) gemäß § 46 Ordnungswidrigkeitengesetz (OWiG) sinngemäß angewendet wird, gibt es die Möglichkeit der Wiedereinsetzung in den vorigen Stand. § 44 StPO ermöglicht auf Antrag die Wiedereinsetzung in den vorigen Stand, wenn jemand ohne Verschulden verhindert war, eine Rechtsmittelfrist einzuhalten. Die Versäumung einer Rechtsmittelfrist gilt gemäß § 44 Satz 2 StPO als unverschuldet, wenn eine entsprechende Rechtsmittelbelehrung unterblieben ist.

### Verwaltungsverfahren
Für behördliche Verwaltungsverfahren ist die Wiedereinsetzung in § 32 VwVfG (Verwaltungsverfahrensgesetz) und ggf. in den Verwaltungsverfahrensgesetzen der Länder sowie in verschiedenen speziellen Gesetzen (s. u.) normiert.

### Wiedereinsetzungsantrag
Die Wiedereinsetzung in den vorigen Stand setzt einen Antrag der Partei voraus, in seltenen Fällen kann sie auch von Amts wegen gewährt werden.
Der Antrag muss nach der jeweiligen Verfahrensordnung innerhalb der vorgeschriebenen Frist nach Wegfall des Hindernisses gestellt werden. Dies ist in der Regel der Zeitpunkt der Kenntniserlangung von der Fristversäumnis.
Der Antrag auf Wiedereinsetzung in den vorigen Stand muss inhaltlich eine substantiierte, in sich schlüssige Darstellung aller entscheidungserheblichen Tatsachen innerhalb der Wiedereinsetzungsfrist enthalten. Die Glaubhaftmachung muss durch sog. präsente Beweismittel erfolgen, so dass bloße Beweisantritte z. B. durch Vernehmung von Zeugen nicht ausreichen. Bei Anwälten erfordert dies die schlüssige Darlegung und Glaubhaftmachung der Fristenorganisation, ihrer Überwachung und der Fehlerursache. Ausnahmsweise ist die Wiedereinsetzung in den vorigen Stand von Amts wegen (also auch ohne Antrag) zu prüfen, wenn in der für die Wiedereinsetzung geltenden Frist die versäumte Handlung nachgeholt und die Wiedereinsetzungsgründe nachgewiesen sind.
Beispiele, dargestellt an der Zivilprozessordnung und der Strafprozessordnung:
§ 234 ZPO (Wiedereinsetzungsfrist):
(1) Die Wiedereinsetzung muss innerhalb einer zweiwöchigen Frist beantragt werden. Die Frist beträgt einen Monat, wenn die Partei verhindert ist, die Frist zur Begründung der Berufung, der Revision, der Nichtzulassungsbeschwerde oder der Rechtsbeschwerde einzuhalten.
(2) Die Frist beginnt mit dem Tag, an dem das Hindernis behoben ist.
(3) Nach Ablauf eines Jahres, von dem Ende der versäumten Frist an gerechnet, kann die Wiedereinsetzung nicht mehr beantragt werden.
§ 236 ZPO (Wiedereinsetzungsantrag):
(1) Die Form des Antrags auf Wiedereinsetzung richtet sich nach den Vorschriften, die für die versäumte Prozesshandlung gelten.
(2) 1Der Antrag muss die Angabe der die Wiedereinsetzung begründenden Tatsachen enthalten; diese sind bei der Antragstellung oder im Verfahren über den Antrag glaubhaft zu machen. 2Innerhalb der Antragsfrist ist die versäumte Prozesshandlung nachzuholen; ist dies geschehen, so kann Wiedereinsetzung auch ohne Antrag gewährt werden.
§ 45 StPO (Anforderungen an einen Wiedereinsetzungsantrag):
(1) 1Der Antrag auf Wiedereinsetzung in den vorigen Stand ist binnen einer Woche nach Wegfall des Hindernisses bei dem Gericht zu stellen, bei dem die Frist wahrzunehmen gewesen wäre. 2Zur Wahrung der Frist genügt es, wenn der Antrag rechtzeitig bei dem Gericht gestellt wird, das über den Antrag entscheidet.
(2) 1Die Tatsachen zur Begründung des Antrags sind bei der Antragstellung oder im Verfahren über den Antrag glaubhaft zu machen. 2Innerhalb der Antragsfrist ist die versäumte Handlung nachzuholen. 3Ist dies geschehen, so kann Wiedereinsetzung auch ohne Antrag gewährt werden.

### Fristbeginn
Die Wiedereinsetzungsfrist beginnt ab Kenntnis der Versäumnis. Diese Kenntnis beginnt für rechtliche und steuerliche Berater mit Erhalt des Schreibens, mit dem das Datum des Zugangs des fristwahrenden Schreibens bei der Behörde oder dem Gericht mitgeteilt wird. Einer Belehrung über die Fristversäumung bedarf es für diesen Fristbeginn nicht.

### Fehlendes Verschulden
Die Wiedereinsetzung wird nur gewährt, wenn die Partei die Frist unverschuldet versäumt, sie also trotz Beachtung der erforderlichen Sorgfalt nicht einhalten konnte. Ob dies zugestanden werden kann, hängt von den Gegebenheiten des jeweiligen Falles ab. Die Tatsachen, die die Wiedereinsetzung begründen sollen, also die ein Verschulden ausschließenden Umstände, müssen innerhalb der Antragsfrist dargestellt und bis zur Entscheidung über den Antrag glaubhaft gemacht werden. Anders als im Strafverfahren muss sich die Partei im Zivilprozess ein Verschulden ihres Bevollmächtigten (in der Regel also ihres Rechtsanwalts, nicht jedoch der Bediensteten des Rechtsanwalts) bei Büroversehen gemäß § 85 Abs. 2 ZPO zurechnen lassen.

#### Büroversehen
Nur bei Büroversehen kommt Wiedereinsetzung in den vorigen Stand in Betracht. Ein Büroversehen liegt nur vor, wenn kein Organisationsverschulden gegeben ist, also eine ausreichende Fristenkontrolle beim Berater vorliegt und die Bürokraft ausreichend qualifiziert und kontrolliert war.

#### Organisationsverschulden und Beraterverschulden
Eine Wiedereinsetzung scheidet aus, wenn der Berater schuldhaft gehandelt hat. Das ist dann der Fall, wenn er über keine ordnungsgemäße Fristenorganisation und Fristenkontrolle verfügt und es dadurch zur Fristversäumung gekommen ist. Ein Beraterverschulden liegt auch vor, wenn er selbst – also nicht die sorgfältig ausgewählte und kontrollierte Bürokraft – die Frist falsch berechnet hat. Es liegt auch vor, wenn er schuldhaft gehandelt hat, indem er z. B. unqualifiziertes Personal wie einen Auszubildenden mit der Fristwahrung betraut hat, ohne dies selbst zu kontrollieren oder durch qualifiziertes Personal sorgfältig kontrollieren zu lassen. Dann handelt der Berater (Anwalt, Steuerberater etc.) schuldhaft, liegt kein Büroversehen mehr vor und scheidet eine Wiedereinsetzung in den vorigen Stand aus.

#### Einzelfälle der Wiedereinsetzung
Die Rechtsprechung hat Wiedereinsetzung z. B. bei Fristversäumnis wegen
- längeren Urlaubs (wenn jedoch bereits eine rechtliche Auseinandersetzung geführt wird oder zu befürchten ist, muss der Urlaubnehmer Vorsorge treffen, dass er von wichtigen Zustellungen erfährt und das Erforderliche veranlassen kann),
- schwerer Krankheit, die auch die Einholung von Rechtsrat und Beauftragung eines Bevollmächtigten unmöglich macht,
- falscher oder unklarer Rechtsmittelbelehrung

als zulässig angesehen.
Weist der Betroffene nach, dass er sich während der Zustellung des Bußgeldbescheides stationär in einer Klinik aufgehalten hat, schadet es seinem Anspruch auf Wiedereinsetzung in den vorigen Stand nicht, dass seine Abwesenheit mehr als sechs Wochen dauerte, wenn er dafür gesorgt hat, seine Post in kurzen Abständen zu sichten und die Einspruchsfrist dennoch versäumt wurde.

### Übersicht über gesetzliche Regelungen

#### Prozessrechtliche Bestimmungen
In Deutschland ist die Wiedereinsetzung in den vorigen Stand für die gerichtlichen Verfahren geregelt:
- für den Zivilprozess in §§ 233 ff. ZPO (Zivilprozessordnung),
- für den Strafprozess in § 44 StPO (Strafprozessordnung),
- für den Verwaltungsprozess in § 60 VwGO (Verwaltungsgerichtsordnung),
- für die Sozialgerichtsbarkeit in § 67 SGG (Sozialgerichtsgesetz),
- für die Finanzgerichtsbarkeit in § 56 FGO (Finanzgerichtsordnung),
- für das Verfahren vor dem Bundespatentgericht in § 123 PatG (Patentgesetz).

#### Weitere Regelungen
Weitere Fundstellen für die Wiedereinsetzung in den vorigen Stand sind:
- § 93 BVerfGG (Bundesverfassungsgerichtsgesetz)
- § 26 GVGEG (Einführungsgesetz zum Gerichtsverfassungsgesetz)
- §§ 17 ff. FamFG (Gesetz über das Verfahren in Familiensachen und in den Angelegenheiten der freiwilligen Gerichtsbarkeit)
- § 117 FamFG (Verweisung auf die ZPO)
- § 367 FamFG (Verweisung auf die §§ 17 ff. FamFG)
- § 59 FamGKG (Gesetz über Gerichtskosten in Familiensachen)
- § 68 GKG (Gerichtskostengesetz)
- § 31 KostO (Kostenordnung)
- § 2 JVEG (Justizvergütungs- und -entschädigungsgesetz)
- § 33 RVG (Rechtsanwaltsvergütungsgesetz)
- § 52 OWiG (Gesetz über Ordnungswidrigkeiten)
- § 112 StVollzG (Strafvollzugsgesetz)
- § 105 GBO (Grundbuchordnung)
- § 6b BNotO (Bundesnotarordnung)
- § 186 InsO (Insolvenzordnung)
- § 123 PatG (Patentgesetz)
- § 91 MarkenG (Markengesetz)
- § 34 ArbnErfG (Gesetz über Arbeitnehmererfindungen)
- § 7 UrhSchiedsV – Verordnung über die Schiedsstelle für Urheberrechtsstreitfälle
- § 25 SchiedsG – Gesetz über die Schiedsstellen in den Gemeinden
- § 210 BauGB – Baugesetzbuch (Verwaltungsverfahren)
- § 218 BauGB – Baugesetzbuch (Verfahren vor den Kammern für Baulandsachen)
- § 27 SGB X – Zehntes Buch Sozialgesetzbuch
- § 110 AO – Abgabenordnung
- § 1 StraBEG – Strafbefreiungserklärungsgesetz (Gesetz zur Förderung der Steuerehrlichkeit)
- § 341 LAG – Lastenausgleichsgesetz
- § 189 BEG – Bundesentschädigungsgesetz (Bundesgesetz zur Entschädigung für Opfer der nationalsozialistischen Verfolgung)
- § 8 UmstG – Drittes Gesetz zur Neuordnung des Geldwesens

Alle vorstehenden Gesetze enthalten ausformulierte Bestimmungen über die Wiedereinsetzung, teils mit identischem Wortlaut, teils in jeweils eigener Formulierung.
Dass auch eine Verweisung genügt, zeigen folgende Fundstellen:
- § 9 ArbGG – Arbeitsgerichtsgesetz
- § 87 ArbGG – Arbeitsgerichtsgesetz
- Art. 2 EGBGB – Einführungsgesetz zum Bürgerlichen Gesetzbuche
- § 4 GBMaßnG – Gesetz über Maßnahmen auf dem Gebiet des Grundbuchwesens
- § 21 GebrMG – Gebrauchsmustergesetz
- § 11 HalblSchG – Halbleiterschutzgesetz
- § 20 LwVfG – Gesetz über das gerichtliche Verfahren in Landwirtschaftssachen

Ausdrücklich ausgeschlossen ist eine Wiedereinsetzung in den vorigen Stand in folgenden Fällen:
- § 120d SGB VI – Sechstes Buch Sozialgesetzbuch
- § 2 BGSVVermG – Gesetz zur Regelung von Vermögensfragen der Sozialversicherung im Beitrittsgebiet
- § 85 ALG – Gesetz über die Alterssicherung der Landwirte
- § 34 ErstrG – Erstreckungsgesetz (Gesetz über die Erstreckung von gewerblichen Schutzrechten)
- § 54 BWahlG – Bundeswahlgesetz
- § 8 BoSoG – Bodensonderungsgesetz (Gesetz über die Sonderung unvermessener und überbauter Grundstücke nach der Karte)
- Verjährung
- behördliche Fristen, die anderweitig verlängert werden können (zum Beispiel Frist zur Vorlage von Belegen beim Finanzamt).

## Österreich

### Verwaltungsverfahren
Im österreichischen Verwaltungsverfahrensrecht besteht nach § 71 des Allgemeinen Verwaltungsverfahrensgesetzes 1991 die Regelung, dass die Behörde die Wiedereinsetzung in den vorigen Stand auf Antrag einer Partei bewilligen muss, die eine Frist oder eine mündliche Verhandlung versäumt hat. Dies allerdings nur dann, wenn die Partei
- „glaubhaft macht“, dass sie ein unvorhergesehenes oder unabwendbares Ereignis daran gehindert hat, die Frist einzuhalten oder zur Verhandlung zu kommen, und wenn sie daran kein Verschulden oder nur ein „minderer Grad des Versehens“ trifft,
- eine Rechtsmittelfrist versäumt hat, weil der Bescheid
  - überhaupt keine Rechtsmittelbelehrung enthält,
  - keine Rechtsmittelfrist enthält oder
  - die falsche Angabe enthält, dass gar kein Rechtsmittel zulässig sei.

Die Wiedereinsetzung muss innerhalb von zwei Wochen beantragt werden. Diese Frist beginnt
- mit dem Wegfall des Hindernisses oder
- mit dem Zeitpunkt, in dem die Partei erfahren hat, dass ein Rechtsmittel doch zulässig ist.

Wenn eine Frist versäumt wurde, muss die versäumte Handlung (also etwa das Rechtsmittel) zugleich mit dem Wiedereinsetzungsantrag nachgeholt werden.
Zuständig für die Entscheidung über den Wiedereinsetzungsantrag ist die Behörde,
- bei der die versäumte Handlung vorzunehmen war oder
- die die Verhandlung angesetzt hat, zu der die Partei nicht kommen konnte, oder
- die die falsche Rechtsmittelbelehrung erteilt hat.

Bei dieser zuständigen Behörde muss der Wiedereinsetzungsantrag auch gestellt werden.
Bei Versäumung auch der Frist für einen Wiedereinsetzungsantrag tritt endgültiger Rechtsverlust ein.
Zum Rechtsinstitut der Wiedereinsetzung existiert umfangreiche Rechtsprechung, vor allem des Verwaltungsgerichtshofs. Nach überaus strenger Auslegung in der Vergangenheit ist sie in letzter Zeit deutlich „milder“ geworden.
- Zu den entscheidenden Aspekten zählen:
  - „Verschulden“: grobe Fahrlässigkeit, auffallende Sorglosigkeit (das Verschulden des Vertreters fällt immer dem Vertretenen zur Last)
  - „minderer Grad des Versehens“: leichte Fahrlässigkeit; ein Fehler, der gelegentlich auch sorgfältigen Menschen unterläuft
  - „unabwendbares Ereignis“: es kann vom Willen des Betroffenen selbst nicht verhindert werden
  - „unvorhergesehenes Ereignis“: es wurde weder mit einkalkuliert noch erwartet (dazu zählen auch psychologische Vorgänge, wie Vergessen, Verschreiben, sich irren)
- Keine Bewilligung der Wiedereinsetzung beispielsweise bei
  - Rechtsirrtum oder Unkenntnis des Gesetzes
  - Irrtum über den Zeitpunkt der Zustellung
  - Erkrankung, die die Dispositionsfähigkeit (= Entscheidungs-, Verfügungsfähigkeit) nicht ausschließt
  - mangelnden Sprachkenntnissen
  - beruflicher Überlastung
  - Urlaubsreise
  - mangelhafter Organisation des Kanzleibetriebs eines Parteienvertreters
  - Bestürzung über den Inhalt des Bescheides
- Bewilligung der Wiedereinsetzung beispielsweise bei
  - Dispositionsunfähigkeit
  - Irrtum oder Versehen einer erfahrenen und sonst verlässlichen Kanzleikraft

### Zivilprozess
Für den Zivilprozess ist die Wiedereinsetzung in den vorigen Stand in §§ 233, 234, 236, 237, 238 ZPO – Zivilprozessordnung geregelt. Ein minderer Grad des Versehens hindert die Wiedereinsetzung nicht.

## Schweiz
In der Schweiz ist zum 1. Januar 2011 eine Zivilprozessordnung in Kraft getreten, die die bisherigen unterschiedlichen Verfahrensordnungen der Kantone abgelöst hat. In dieser ZPO ist die Wiederherstellung in Art. 148 f. ZPO geregelt. Auch hier ist Voraussetzung, dass die Partei kein oder nur ein leichtes Verschulden trifft. Das Gesuch auf Wiederherstellung ist innerhalb von zehn Tagen seit Wegfall des Säumnisgrundes einzureichen.